# Ludwik Maniecki
Ludwik Maniecki herbu Sokola – podkomorzy czernihowski od 1718 roku, chorąży czernihowski w latach 1681–1718.
Był posłem województwa czernihowskiego na sejm z limity 1719/1720 roku i na sejm 1720 roku.